# Ernst Cramer
Ernst Ariël (Ernst) Cramer (Amersfoort, 26 juni 1960) is een Nederlands voormalig politicus voor de ChristenUnie.
Hij was vroeger lid van het Gereformeerd Politiek Verbond, een van de twee politieke partijen die in 2000 tezamen de ChristenUnie hebben gevormd.
Cramer werkte eerst in allerlei technische en commerciële functies in het bedrijfsleven alvorens hij fulltime de politiek in ging.
Van 1994 tot 2002 zat hij in de gemeenteraad van Zeewolde. Van 2000 tot 2004 was hij wethouder van financiën in dezelfde gemeente. In de herfst van 2004 trad hij terug als wethouder nadat hij het vertrouwen van de meerderheid van de gemeenteraad had verloren.
Na zijn gemeentepolitieke periode was hij een tijdlang planeconomisch adviseur. Van 30 november 2006 tot en met 16 juni 2010 was hij lid van de Tweede Kamer. Zijn portefeuille bevatte verkeer en waterstaat, landbouw, natuur en voedselkwaliteit en financiën. Bij de Tweede Kamerverkiezingen van 2010 werd Cramer niet herkozen.
Cramer werd in februari 2012 Manager European Affairs bij de Nederlandse Spoorwegen en in januari 2015 daarnaast voorzitter van de Stichting Hospice Nijkerk.
Ernst Cramer is lid van de Gereformeerde Kerken vrijgemaakt.
- International Standard Name Identifier: 0000 0003 8833 4082
- Nederlandse Thesaurus van Auteursnamen: 329343866
- Parlement.com: vhe8aqfaj6x0
- Virtual International Authority File: 281483782